# Akiva Schaffer
Akiva Schaffer (ur. 1 grudnia 1977 w Berkeley w stanie Kalifornia) – amerykański komik, aktor i reżyser filmowy, autor tekstów piosenek. Razem z Jormą Taccone i Andym Sambergiem tworzy grupę komików The Lonely Island.
Urodził się w rodzinie żydowskiej jako syn Patricii (z domu Schaffer) i Geralda Shebara. Nazwisko Szebar występuje wśród Żydów w Polsce i Rumunii. W 2000 ukończył studia filmowe na Uniwersytecie Kalifornijskim w Santa Cruz.